# Arsay
Arsay ("Dame van de Aarde", "Dochter van ruime vloed") was in de Kanaänitische mythologie de derde dochter van Baäl of Hadad en heerste over de onderwereld. Er wordt geen moeder genoemd in de teksten. Voor haar eigenschappen lijkt de Mesopotamische Eresjkigal en de Carthaagse Allatu model te hebben gestaan.